# Jasim
Jasim (arabiska: جاسم) är en subdistriktshuvudort i Syrien. Den ligger i provinsen Dara, i den sydvästra delen av landet, 60 kilometer söder om huvudstaden Damaskus. Antalet invånare är 30 283.